# NGC 7800
NGC 7800 (również PGC 73177 lub UGC 12885) – galaktyka nieregularna (Im), znajdująca się w gwiazdozbiorze Pegaza. Odkrył ją William Herschel 24 grudnia 1783 roku. Jest to galaktyka o niskiej jasności powierzchniowej.